# 牛牯坪乡
牛牯坪乡，是中华人民共和国湖南省怀化市芷江侗族自治县下辖的一个乡镇级行政单位。

## 行政区划
牛牯坪乡下辖以下地区：
肖家湾村、温水垅村、牛牯坪村、千丘田村、界牌村、丁家坪村、青叶树村、茶林坪村和沈家溪村。